# ボクスホール・フィレンザ
フィレンザ（Firenza ）は、1971年5月から1975年までボクスホールで製造されていたヴィヴァ（Viva）を基にしたクーペ・スタイル（ファストバック）の2ドア車である。

## 概要
フィレンザは当初ベースモデルが直列4気筒（L4）OHV1159ccエンジンでその他に1598ccと1975ccのL4OHVエンジンのモデルが提供され、後者はヴィヴァGTの初期型に使用されたものと同じエンジンであった。発売されて約6カ月後の1971年12月にエンジン排気量が各々1256cc、1798ccと2279ccに増加され性能が向上した。全てのモデルは4気筒エンジンをフロントに積み後輪を駆動していた。サスペンションは前輪がダブルウィッシュボーンにコイルスプリング、後輪はリジッドアクスルをトレーリングアームとコイルスプリングで吊っていた。「SL」は各々のエンジンのモデルに設定された豪華版であった。
2279ccのエンジンを搭載しジュネーヴ・モーターショーで披露された最上位モデルの「2300スポートSL」（2300Sport SL ）を含むモデルチェンジが1972年初めに実施された。2300スポートSLは速度計、時計、回転計、燃料計、油圧計、水温計、電圧計の7眼メーターを備える唯一のモデルであった。傾けて搭載されたOHC 直列4気筒エンジンは2基のストロンバーグ・キャブレター付きで122bhpを発生した。ヒーターの操作系と警告灯が付いたセンターコンソールは当時としては非常に独特で豪華なものであった。
ディーラー・チーム・ボクスホール（Dealer Team Vauxhall ）によりヴィヴァGTの後継車としてレース活動に参戦した2300スポートSLはカストロールのカラーリングに塗られ幾つかの勝利を収めた。

## ドループスヌート フィレンザ

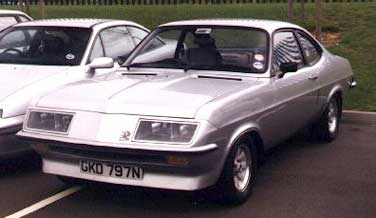
フィレンザ "ドループスヌート"、通常の市販モデル

1973年にフィレンザの過激なモデルが開発された。正式にはハイパフォーマンス（High Performance ）であるが、鼻先のデザインが空力的な形状に変更された後「ドループスヌート」（Droopsnoot 、垂れ鼻の意）と俗称された。鼻先はGRPで形成され、強化ガラス製のカバーの裏には2組の2灯シビエ（Cibié）製ヘッドライトを備えていた。全体的な印象としては同型のヘッドライト部品を使用したアルピーヌ・ルノーA310を幾分思い起こさせる外観であった。

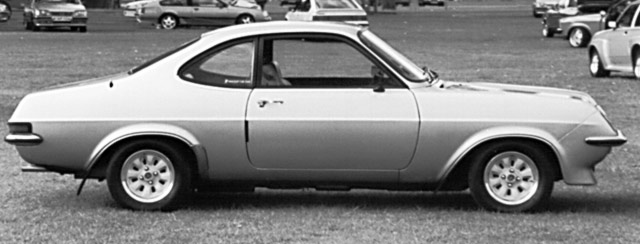
HPFの側面

当時、オリジナルの通常の顔付きのフィレンザはマグナム（Magnum ） クーペと改称され、フィレンザという名はHPモデル専用に使用された。この車はボクスホール製とは思えない魅力的なスタイリングで、確かにある種の興奮を巻き起こした。エンジンはOHCのスラントフォー（Slant Four ）派生の2.3Lでブライデンスタイン・レーシング（Blydenstein racing ）が開発した様々な部品を使用し非常に豊かなトルクで131bhpを発生した。これには連装の175ストロンバーグ・キャブレター、ハイリフト・カムシャフト、3本出し鋼管排気マニフォールドを備えていた。元々アメリカ人デザイナーのウェイン・チェリー（Wayne Cherry ）によりデザインされたボディはデヴィッド・ジョーンズ（David Jones ）により変更され、その結果当事としては例外的に抗力係数（Cd値）が低かった。車高は低められサスペンションとブレーキは格上げされ、標準のものよりかなり丈夫な（反面かなり騒々しい）ZF製5速ドッグレッグ型（dog leg gearbox ）変速機が装備された。もう一つの通常とは異なるユニークな装備は、パンク発生時にもタイヤの安全性を保持するように設計された軽合金製のエイヴォン・セーフティホイール（Avon Safety Wheel ）であり、フィレンザはこの種のホイールを履いた初の量産車であった。全ての量産車は同一色（シルバースターファイア）で塗られ、銀灰色の布張りの座席にほぼ黒一色の内装であった。内装で異色だが実用性に疑問のある装備は標準のグローブボックスの位置に取り付けられた助手席用のグラブハンドルであった。
フィレンザはデザイン的な挑戦であったが販売の結果は失敗であった。フィレンザはその発表にあたり、当事のトップドライバーであったゲーリー・マーシャル（Gerry Marshall ）や優勝したバリー・“ウィッツォ”ウィリアムス（Barry "Whizzo" Williams ）を起用した特別レースをハンプシャーのトラクストン（Thruxton）・サーキットで開催するなど大きな宣伝活動を行った。しかしながら、ちょうどオイルショックの時期と重なりこのようなガソリンをガブ飲みする車を販売することは急激に困難となり、実際の生産に当たっても幾つかの生産ライン上の問題が追い討ちをかけ、販売や納入に遅れを生じて最終的には計画の3万台を大きく下回る僅か204台しか完成しなかった。この非常に少ない生産数は明らかに大失敗ではあったが、皮肉なことにこのことでこの車は非常に価値ある旧車となった。残存車の人気もさることながら、それと並行して生産されたはるかに一般的な生産車でさえ現在見つけるのが困難な状況になっている。ドループスヌート フィレンザを所有していた有名人にサッカー選手のルーサー・ブリセット（Luther Blissett ）がいる。

フィレンザは1970年代のサルーンカー・レースでも成功を収め、特にオールド・ネイル（Old Nail ）やベビー・バーサ（Baby Bertha ）はゲーリー・マーシャルの運転で活躍した。
その短い製造期間にもかかわらず"ドループスヌート"の空力特性とスタイリングは量産化向けに改良を施されて、シヴェット（Chevette ）、キャヴァリエ（Cavalier ）、カールトン（Carlton ）など1970年代の新モデルに採用された。フィレンザはこれらのモデルのスタイリング上の試作車であったと見ることができる。このスタイリングの影響は、イギリス・フォード社がこれとよく似たスタイリングをエスコート Mk II RS2000と1982年のシエラに与えたことや1980年代の多くの車に広くコピーされたことで判断できる。このような理由からHPFは多くの同時期の他車に比べ時代遅れとなった印象が薄い。

## 性能
- 最高速度：190 km/h（120 mph）
- 0-60 mph：8秒
- 燃料消費率：25mpg（マイル/ガロン）